# USS Michigan (BB-27)
USS Michigan (BB-27) byl dreadnought námořnictva Spojených států amerických, který vstoupil do služby v roce 1910. Byla to druhá jednotka třídy South Carolina.

## Stavba
Kýl lodi byl založen 17. prosince 1906 v americké loděnici New York Shipbuilding Corporation ve státě New Jersey. Michigan byla spuštěna na vodu roku 1908 a dne 4. ledna 1910 byla uvedena do služby a zařazena do atlantské flotily.

## Výzbroj
Primární výzbroj tvořily 4 dvojhlavňové střelecké věže s děly Mk 5, které měly ráži 305 mm a dostřel přes 25 km. Sekundární výzbroj tvořilo 22 kanónů ráže 76 mm. Dále zde byly nainstalované 2 kanóny QF 3-pounder ráže 47 mm, 8 auto-kanónů QF 1-pounder a 2 torpédomety s torpédy Mk 15, které měřily na průměr 533 mm a dosahovaly rychlosti až 45 uzlů (83 km/h).